# Krasnoznamienka (Kraj Ałtajski)
Krasnoznamienka (ros. Краснознаменка) – wieś (sieło) w Rosji, w Kraju Ałtajskim, w rejonie kurjinskim. W 2010 liczyła 926 mieszkańców.